# باشگاه فوتبال سپاهان در فصل ۹۷–۱۳۹۶
در این صفحه شما اطلاعات سپاهان اصفهان در فصل ۹۷–۱۳۹۶ فوتبال ایران را خواهید دید. سپاهان اصفهان در این فصل در لیگ برتر هفدهم و جام حذفی سی و یکم شرکت کرد.
سپاهان لیگ هفدهم که با وعده قهرمانی یا کسب سهمیه آسیایی بسته شده بود، با رتبه نازل چهاردهم و با ثبت ضعیف‌ترین عملکرد در تمام ادوار لیگ برتر خلیج فارس، این دوره را به پایان رساند. تصمیمات و انتخاب‌های اشتباه دست‌اندرکاران سپاهان در طول ۳ فصل باعث شد تیم قهرمان لیگ چهاردهم، در پایان لیگ هفدهم در رتبه چهاردهم، پایین تر از تیم‌هایی مثل استقلال خوزستان و سپیدرود قرار بگیرد که نه پول درستی خرج می‌کنند و نه تکلیف مالکیت‌شان مشخص است.

## مسابقات

### لیگ برتر

#### جدول عملکرد
| مجموع | مجموع  | مجموع | مجموع | مجموع | مجموع | مجموع | مجموع | خانه | خانه | خانه | خانه | خانه | خانه | مهمان | مهمان | مهمان | مهمان | مهمان | مهمان |
| بازی  | امتیاز | پ     | ت     | ش     | گ‌ز    | گ‌خ    | ت‌گ    | پ    | ت    | ش    | گ‌ز   | گ‌خ   | ت‌گ   | پ     | ت     | ش     | گ‌ز    | گ‌خ    | ت‌گ    |
| ----- | ------ | ----- | ----- | ----- | ----- | ----- | ----- | ---- | ---- | ---- | ---- | ---- | ---- | ----- | ----- | ----- | ----- | ----- | ----- |
| ۳۰    | ۲۹     | ۶     | ۱۱    | ۱۳    | ۳۱    | ۳۴    | −۳    | ۴    | ۷    | ۴    | ۱۷   | ۱۱   | ۶+   | ۲     | ۴     | ۹     | ۱۴    | ۲۳    | −۹    |

آخرین بروزرسانی: 11 August 2018

منبع: 

پ = پیروزی؛ ت = تساوی؛ ش = شکست؛ گ‌ز = گل زده؛ گ‌خ = گل خورده؛ ت‌گ = تفاضل گل

#### خلاصه نتایج و وضعیت
| هفته  | ۱  | ۲  | ۳  | ۴  | ۵  | ۶  | ۷  | ۸  | ۹  | ۱۰ | ۱۱ | ۱۲ | ۱۳ | ۱۴ | ۱۵ | ۱۶ | ۱۷ | ۱۸ | ۱۹ | ۲۰ | ۲۱ | ۲۲ | ۲۳ | ۲۴ | ۲۵ | ۲۶ | ۲۷ | ۲۸ | ۲۹ | ۳۰ |
| ----- | -- | -- | -- | -- | -- | -- | -- | -- | -- | -- | -- | -- | -- | -- | -- | -- | -- | -- | -- | -- | -- | -- | -- | -- | -- | -- | -- | -- | -- | -- |
| زمین  | خ  | م  | خ  | م  | خ  | م  | خ  | م  | خ  | م  | خ  | م  | خ  | م  | خ  | م  | خ  | م  | خ  | م  | خ  | م  | خ  | م  | خ  | م  | خ  | م  | خ  | م  |
| نتیجه | ت  | ش  | ت  | پ  | ت  | ش  | ت  | ش  | پ  | ت  | ش  | پ  | ش  | ت  | ش  | ت  | پ  | ت  | ش  | ش  | ش  | ش  | ت  | پ  | پ  | ش  | ت  | ت  | ش  | ش  |
| وضعیت | ۱۱ | ۱۳ | ۱۴ | ۱۰ | ۱۰ | ۱۳ | ۱۲ | ۱۴ | ۱۰ | ۱۲ | ۱۳ | ۸  | ۱۱ | ۱۲ | ۱۲ | ۱۲ | ۱۲ | ۱۲ | ۱۲ | ۱۲ | ۱۳ | ۱۳ | ۱۳ | ۱۱ | ۱۱ | ۱۱ | ۱۱ | ۱۲ | ۱۴ | ۱۴ |

آخرین بروزرسانی: ٫ ۱۵ اوت ۲۰۱۸.
منبع: Ipl (به انگلیسی) {{citation}}: External link in |عنوان= (help)

زمین: م = مهمان، خ = خانه. نتیجه: ت = تساوی، ش = شکست، پ = پیروزی.

#### جزئیات بازی‌ها
برد
      مساوی
      باخت
      انجام نشده
| تاریخ هفته | میزبان | نتیجه | مهمان | محل برگزاری |

| ۰۶ مرداد ۱۳۹۶ ۱ | سپاهان | ۱ – ۱ | سایپا                               | اصفهان |
| ۲۰:۳۰           | ثاقبی '۴۵ · علی‌محمدی ۸۴' · بازیکنان: · مهدی صدقیان، حسن جعفری، رودریگز، عزت‌الله پورقاز، سعید آقایی، رسول نویدکیا، میلاد سرلک، شاهین ثاقبی(رضا میرزایی ۷۷)، جلال‌الدین علی‌محمدی، حسین پاپی ومهرداد محمدی | گزارش | ترابی '۴۳ · سلیمانی '۴۴ · ترابی ۸۲' | ورزشگاه: نقش‌جهان تماشاگران: ۱۵۰۰۰ داور: پیام حیدری کمک ها: حسن ظهیری، سجاد طوری، علی صفایی ناظر بازی: علیرضا یزدانی |

| ۱۳ مرداد ۱۳۹۶ ۲ | پدیده                                                             | ۴ – ۰ | سپاهان | مشهد |
| ۲۰:۳۰           | مرادمند ۱' · قاضی ۲۵' · خلعتبری '۳۸ · قاسمی‌نژاد ۵۳' · خانزاده ۸۰' | گزارش | پورقاز '۴۴ رودریگوئز '۹۲ بازیکنان: مهدی صدقیان، حسن جعفری، رودریگوئز، عزت‌الله پورقاز، سعید آقایی (۷۴ سیاوش یزدانی )، رسول نویدکیا، میلاد سرلک، شاهین ثاقبی(۵۷ رافائل کریولارو)، جلال‌الدین علی‌محمدی(۵۸ رضا میرزایی)، ساسان انصاری ومهرداد محمدی | ورزشگاه: ثامن تماشاگران: ۱۵۰۰۰ داور: بیژن حیدری کمک ها: بابک عباسقلی‌زاده، رحیم حاجیلو، وحید صالحی ناظر بازی: حاتم بک‌پور |

| ۲۰ مرداد ۱۳۹۶ ۳ | سپاهان | ۱ – ۱ | پارس جم                           | اصفهان |
| ۲۰:۳۰           | پورقاز '۳۳ · سرلک '۴۵ · ثاقبی ۴۹' · صدقیان '۸۶ · بازیکنان: · مهدی صدقیان، حسن جعفری، ژایرو رودریگز، عزت‌الله پورقاز، سعید آقایی، رسول نویدکیا (۶۰رافائل کریولارو)، میلاد سرلک، شاهین ثاقبی، جلال‌الدین علی‌محمدی (۸۲ عارف غلامی)، حسین پاپی(۸۰ علی کیخسروی) و ساسان انصاری | گزارش | نورمحمدی '۳ · سینگ۸۷ · تاییدی ۹۳' | ورزشگاه: نقش‌جهان تماشاگران: ۱۰۰۰۰ داور: مهدی سیدعلی کمک ها: مهدی الوندی، براتعلی مولوی، وحید صالحی ناظر بازی: محمدعلی فروغی |

| ۱۷ مرداد ۱۳۹۶ ۴ | ذوب آهن | ۰ – ۲ | سپاهان | اصفهان |
| ۲۰:۳۰           |         | گزارش | رسول نویدکیا '۴۱ · علی‌محمدی '۶۰ · محمدی ۷۲' · علی‌محمدی ۹۴' · لی اولیویرا '۹۴ · بازیکنان: · لی اولیویرا، حسن جعفری، ژایرو رودریگز، عزت‌الله پورقاز، سعید آقایی (۷۴ سیاوش یزدانی )، رسول نویدکیا، میلاد سرلک، شاهین ثاقبی، حسین پاپی(۶۴ مروان حسین)، ساسان انصاری(۹۰ سیاوش یزدانی) ومهرداد محمدی(۸۳ جلال‌الدین علی‌محمدی) | ورزشگاه: فولادشهر تماشاگران: ۱۰۰۰۰ داور: علیرضا فغانی کمک ها: محمدرضا مدیر روستا، محمد عطایی، امید سعید فر ناظر بازی: مسعود عنایت |

| ۳۱ مرداد ۱۳۹۶ ۵ | سپاهان | ۰ – ۰ | سپیدرود                                  | اصفهان |
| ۲۰:۱۵           | ژایرو '۸۱ بازیکنان: لی اولیویرا، حسن جعفری، ژایرو رودریگز، عزت‌الله پورقاز، سعید آقایی، رسول نویدکیا، میلاد سرلک(۷۲ مروان حسین)، شاهین ثاقبی، مهرداد محمدی(۸۹ رضا میرزایی)، حسین پاپی(۶۷ جلال‌الدین علی‌محمدی) و ساسان انصاری | گزارش | الماس خاله '۸۶ سید محمد حسینی\|حسینی '۹۱ | ورزشگاه: نقش‌جهان تماشاگران: ۱۰۰۰۰ داور: حسین زرگر کمک ها: رضا سخندان، محسن سلطانی، پیمان فرخی‌مهر ناظر بازی: عبود سنگاشکن |

| ۲۳ شهریور ۱۳۹۶ ۶ | فولاد                                                        | ۲ – ۰ | سپاهان | اهواز |
| ۲۰:۰۰            | افشین ۶۰' · افشین '۶۰ · مریدی '۷۱ · حامد لک '۸۱ · جان‌فزا ۹۵' | گزارش | علی‌محمدی '۲۵ رسول '۶۹ جعفری '۷۹ بازیکنان: لی اولیویرا، حسن جعفری، سیاوش یزدانی، عزت‌الله پورقاز، سعید آقایی(۵۸ عارف غلامی)، رافائل کریولارو(۶۷رسول نویدکیا)، میلاد سرلک، شاهین ثاقبی، علی کریمی (۷۳مهرداد محمدی)،مروان حسین، حسین پاپی(۶۷ جلال‌الدین علی‌محمدی) و ساسان انصاری | ورزشگاه: غدیر تماشاگران: ۱۱۰۰ وضعیت آب و هوا: نامساعد داور: محمدحسین زاهدی‌فرد کمک ها: تورج عیوض‌محمدی، محمد هاشمی‌نسب، محمدحسین ترابیان ناظر بازی: رسول فروغ |

| ۳۰ شهریور ۱۳۹۶ ۷ | سپاهان | ۲ – ۲ | پرسپولیس                                                 | اصفهان                                                                                         |
| ۲۰:۰۰            | یزدانی '۳۸ · جعفری '۵۰ · مروان ۶۱' · علی‌محمدی ۸۶' · علی‌محمدی '۸۷ · سرلک '۸۷ · بازیکنان: · لی اولیویرا، حسن جعفری، ساسان انصاری، عزت‌الله پورقاز(۷۰ژایرو رودریگز)، شاهین ثاقبی، سعید آقایی، میلاد سرلک، مهرداد محمدی(۸۹ رضا میرزایی)، مروان حسین، رافائل کریولارو(۷۸جلال‌الدین علی‌محمدی)، سیاوش یزدانی | گزارش | طارمی '۳۴ · طارمی ۳۸'(پ.ن) · علیپور ۸۷' · احمدزاده '۸۷ · | ورزشگاه: نقش‌جهان تماشاگران: ۵۰۰۰۰ داور: اشکان خورشیدی کمک ها: سجاد طوری، رحیم شاهین، علی صفایی |

## باشگاه

### کادر فنی کنونی
| سمت                   | نام             |
| سرمربی                | زلاتکو کرانچار  |
| کمک‌مربی‌ها             | کریم قنبری      |
| کمک‌مربی‌ها             | محمود کریمی     |
| مربی دروازه‌بان‌ها      | تونچی مردولیاس  |
| مربی بدنسازی          | رافائل فوگاگیرو |
| سرپرست                | مهدی اخوان      |
| مترجم                 | رضا چلنگر       |
| ویدئو ادیتور (آنالیز) | منوچهر رضائی    |
| ویدئو ادیتور (آنالیز) | حسین جباری      |
| پزشک                  | محمدجعفر رشادی  |
| ماساژور               | علی موسوی       |
| فیزیوتراپیست          | حمید صدیقی      |
| مدیر اداری-اجرایی     | رضا فتاحی       |
| تدارکات               | ناصر ملارضایی   |
| تدارکات               | سعید شبیه‌خانی   |
| مدیر رسانه‌ای          | مرتضی رمضانی‌راد |
| روابط عمومی           | حمید باقری      |

## بازیکنان
| شماره |       | نقش       | بازیکن                     |
| ----- | ----- | --------- | -------------------------- |
| ۱     | برزیل | دروازه‌بان | لی اولیویرا                |
| ۲     | ایران | مدافع     | حسن جعفری                  |
| ۵     | ایران | مدافع     | عزت‌الله پورقاز             |
| ۶     | ایران | میانی     | میلاد سرلک زیر۲۳           |
| ۷     | ایران | میانی     | حسین پاپی (کاپیتان)        |
| ۸     | ایران | میانی     | رسول نویدکیا (کاپیتان دوم) |
| ۹     | ایران | میانی     | شاهین ثاقبی                |
| ۱۰    | ایران | مهاجم     | مهرداد محمدی               |
| ۱۱    | ایران | مهاجم     | ساسان انصاری               |
| ۱۲    | ایران | میانی     | رضا دهقانی زیر۲۱           |
| ۱۴    | ایران | مهاجم     | مسعود حسن‌زاده              |
| ۱۷    | ایران | میانی     | جلال‌الدین علی‌محمدی         |
| ۱۸    | ایران | میانی     | امین جهان‌عالیان            |

| شماره |       | نقش       | بازیکن             |
| ----- | ----- | --------- | ------------------ |
| ۱۹    | ایران | مدافع     | صابر دیده‌ور زیر۲۳  |
| ۲۰    | عراق  | مهاجم     | مروان حسین         |
| ۲۱    | ایران | میانی     | محمود قائد رحمتی   |
| ۲۳    | ایران | مدافع     | سعید آقایی زیر۲۳   |
| ۲۷    | ایران | دروازه‌بان | مهدی امینی زیر۲۳   |
| ۳۳    | برزیل | مدافع     | ژایرو رودریگز      |
| ۳۴    | ایران | مدافع     | مهدی رحیمی زیر۲۱   |
| ۳۵    | ایران | دروازه‌بان | مهدی صدقیان زیر۲۳  |
| ۳۶    | ایران | دروازه‌بان | علی کیخسروی زیر۲۱  |
| ۳۷    | ایران | میانی     | حسین فاضلی         |
| ۵۰    | برزیل | میانی     | رافائل کریولارو    |
| ۵۵    | ایران | مدافع     | عارف غلامی زیر۲۱   |
| ۷۰    | ایران | میانی     | حامد بحیرایی زیر۲۳ |
| ۷۷    | ایران | مهاجم     | رضا میرزایی زیر۲۳  |
| ۹۹    | ایران | مدافع     | سیاوش یزدانی       |

### عملکرد بازیکنان

#### گل
| بازیکن        | گل |
| ------------- | -- |
| جلال علی‌محمدی | ۲  |
| شاهین ثاقبی   | ۱  |
| ساسان انصاری  | ۱  |

| بازیکن        | گل |
| ------------- | -- |
| جلال علی‌محمدی | ۲  |
| شاهین ثاقبی   | ۱  |
| ساسان انصاری  | ۱  |

| بازیکن | گل |
| ------ | -- |

#### پاس گل
| بازیکن       | پاس گل |
| ------------ | ------ |
| حسین پاپی    | ۱      |
| سعید آقایی   | ۱      |
| مهرداد محمدی | ۱      |
| شاهین ثاقبی  | ۱      |

| بازیکن       | پاس گل |
| ------------ | ------ |
| حسین پاپی    | ۱      |
| سعید آقایی   | ۱      |
| مهرداد محمدی | ۱      |
| شاهین ثاقبی  | ۱      |

| بازیکن | ;پاس گل |
| ------ | ------- |